# Neurotic Deathfest
Le Neurotic Deathfest est un festival de musique néerlandais consacré au death metal et au grindcore, créé par le label discographique local Neurotic Records. À l'origine fondé sous le nom de Rotterdam Deathfest en 2004, le festival est organisé entre 2004 et 2005 au Baroeg de Rotterdam, puis en 2006 et 2007 au Dynamo club d'Eindhoven, avant de se localiser au complexe du 013 dès 2008, changeant entretemps de nom pour Neurotic Deathfest en 2006. L'événement s'achève en 2015.

## Histoire

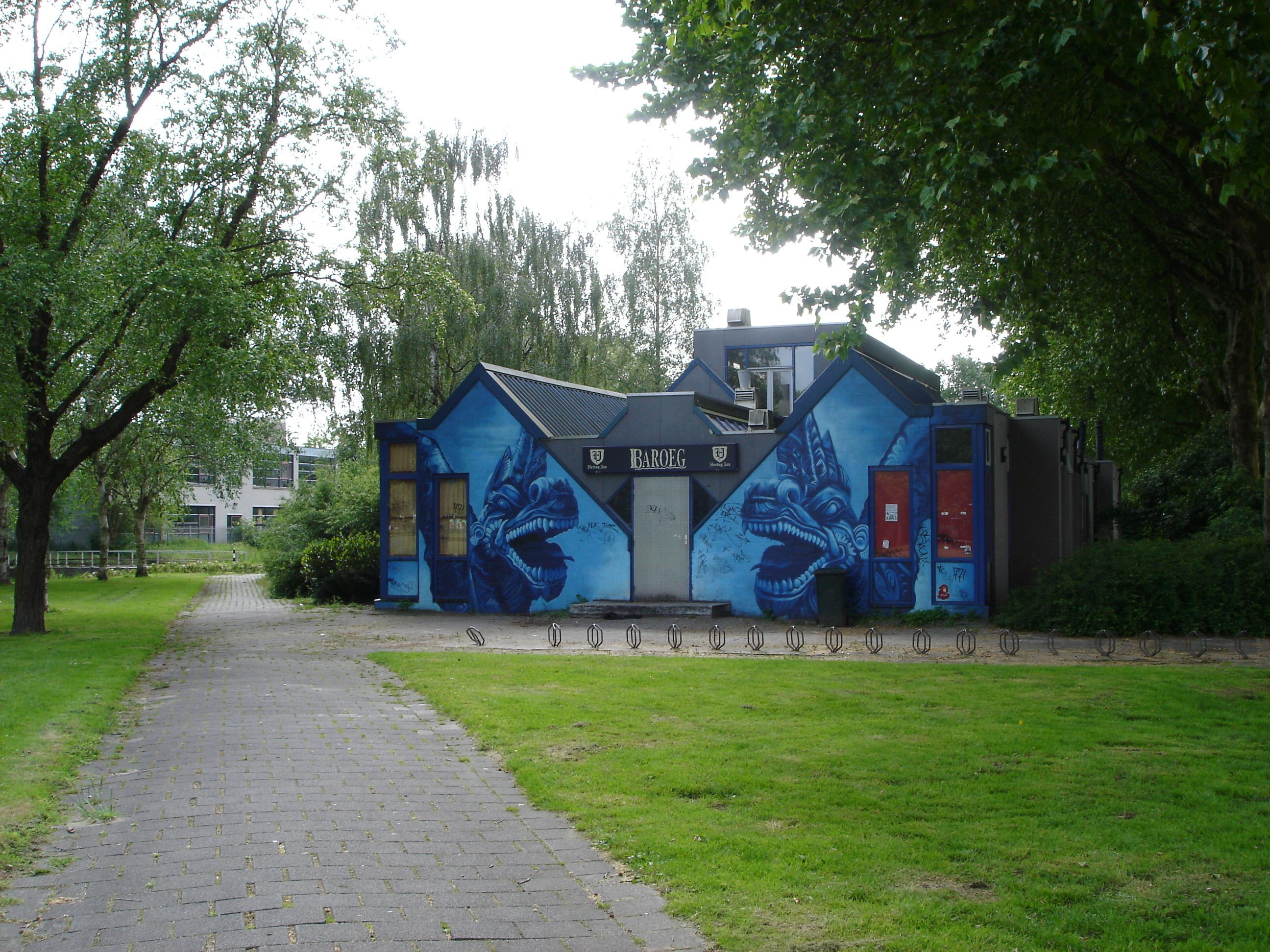
Club Baroeg à Rotterdam.

Le festival est fondé en 2004 aux Pays-Bas à l'origine sous le nom de Rotterdam Deathfest. Selon le webzine Metalrage, le Neurotic Deathfest est « le premier festival de death metal en salle d'Europe et ne cesse de s'agrandir à chaque édition. » La première édition du festival se déroule le 8 mai 2004 au Baroeg de Rotterdam. L'édition suivante de 2005 se déroule également au Baroeg. 
En 2006, pour ne plus être associé à un lieu géographique, le festival change de nom pour Neurotic Deathfest, et change entretemps de lieu pour le Dynamo d'Eindhoven,. L'édition suivante de 2007 se déroule également au Dynamo, et est diffusée dans un mini-documentaire de 3 minutes sur Dutch TV. En 2008, le festival déménage à nouveau ces locaux, cette fois pour Tilbourg dans le complexe du 013.
En 2015, après douze éditions, son fondateur Ruud Lemmen, qui est aussi le gérant du 013, annonce qu'il met un terme à cette aventure,. L'équipe américaine du Maryland Deathfest qui souhaitait s'implanter en Europe, le contacte pour un projet de reprise du créneau d'un festival de metal extrême en salle qui aboutit à la création en 2016 du Netherlands Deathfest.

## Programmations

### 2004
Cette première édition fait participer : Cardinal, Despondency, Exmortem, Gorerotted, NOX, Prostitute Disfigurement, Severe Torture, et Spawn of Possession.

### 2005
Cette édition se déroule les 13 et 14 mai 2005 au Baroeg, et fait participer : Aborted, Corpus Mortale, Defeated Sanity, Despondency, Godless Truth, Gorgasm, Inveracity, Massmurder, Putrefied, Severe Torture, Visceral Bleeding, Vomit Remnants, et Wormed.

### 2006

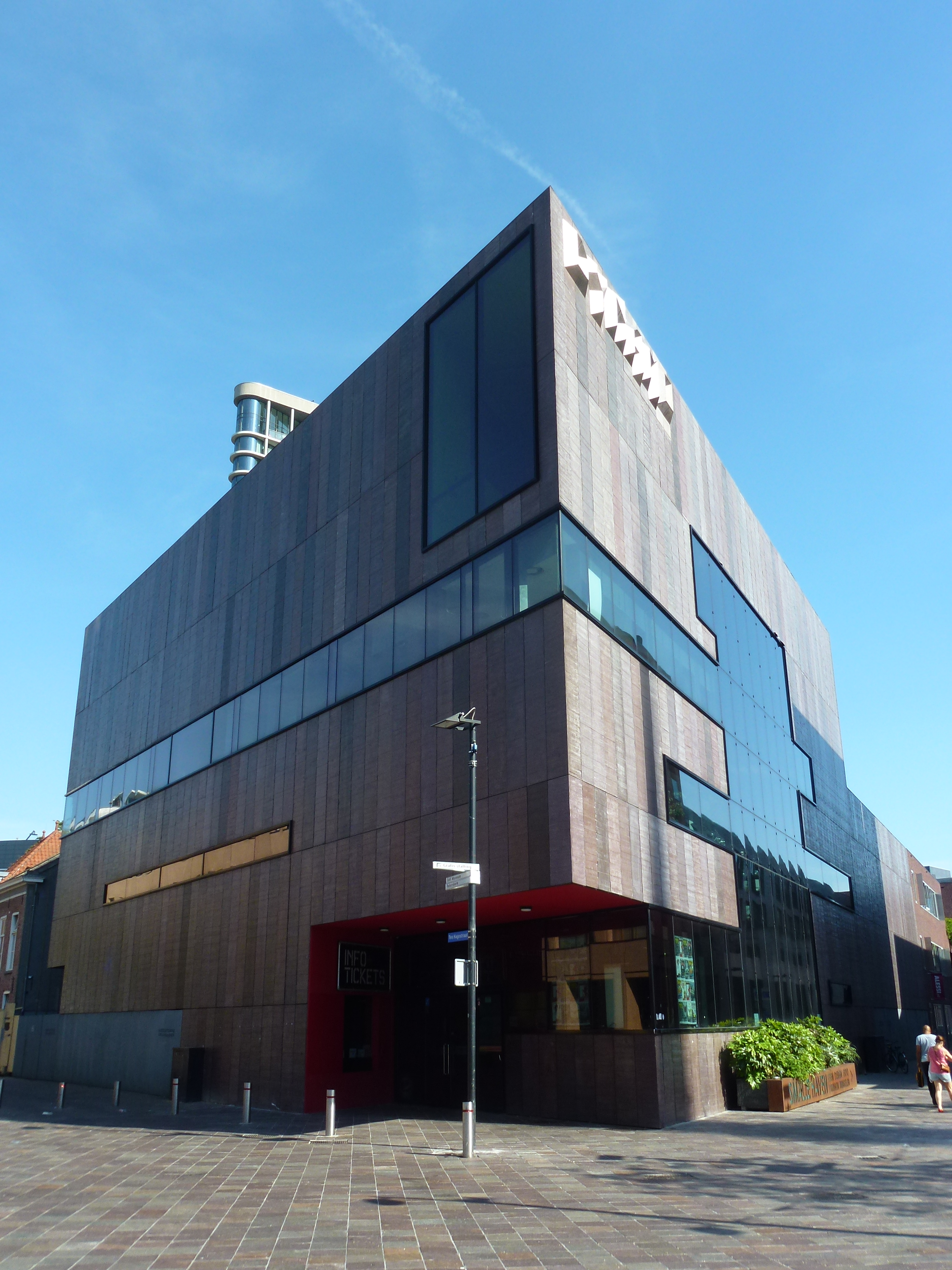
Dynamo d'Eindhoven.

Cette édition se déroule le 13 mai 2006 au Dynamo d'Eindhoven sous le nom de Neurotic Deathfest. Elle fait participer : Anata, Arsebreed, Avulsed, Disavowed, Emeth, Godless Truth, Gorerotted, Infected Malignity, Insidious Decrepancy, Mental Horror, Prostitute Disfigurement, Psycroptic, Sanatorium, Sarpanitum, et Vomit the Soul.

### 2007
Cette édition se déroule les 11 et 12 mai 2007 au Dynamo d'Eindhoven. Elle fait participer : Cephalic Carnage, Dawn of Azazel, Defeated Sanity, Degrade, Despise, Grave, Gutted, Hour of Penance, Immolation, Infected Disarray, Krisiun, Kronos, Leng Tch'e, Nailed, Prostitute Disfigurement, Rompeprop, Septycal Gorge, Severe Torture, Suffocate Bastard, Toxocara, Viral Load, et Visceral Bleeding, Vital Remains.

### 2008
Cette édition se déroule les 30 et 31 mai 2008 au 013 de Tilbourg. Elle fait participer : Aborted, Asphyx, Benighted, Behemoth, Blood Red Throne, Brutus, Cephalic Carnage, Coldworker, Condemned, Cryptopsy, Dead Beyond Buried, Dead Infection, Decrepit Birth, Desecration, Dying Fetus, Exmortem, Extreme Noise Terror, Fleshgod Apocalypse, Fleshless, Grind Inc., Hate, Hate Eternal, Hour of Penance, Houwitser, Impaled, Incarnated, Lay Down Rotten, Napalm Death, Natron, Origin, Severe Torture, Sickening Horror, Suffocation, Unmerciful, et Warbringer.

### 2009
Cette édition se déroule les 29 et 30 mai 2009 au 013 de Tilbourg. Elle fait participer : Aborted, Behemoth, Brutal Truth, Deadborn, Demonical, Despondency, Engine of Doom, Entombed, Facebreaker, Flesh Made Sin, Fleshrot, Gadget, God Dethroned, Hail of Bullets, Human Mincer, Illdisposed, Inevitable End, Inhume, Inveracity, Misery Index, Moker, Mumakil, The New Dominion, NOX, Obscura, Rotten Sound, Salt the Wound, Severe Torture, Torture Killer, A Trail of Horror, et Unleashed.

### 2010
Cette édition se déroule les 30 avril et 1er mai 2010 au 013 de Tilbourg. Elle fait participer : Aborted, Abysmal Torment, Annotations of an Autopsy, As You Drown, Beheaded, Belphegor, Beneath the Massacre, Benediction, Benighted, Bolt Thrower, Burning Skies, Carcass, Cerebral Bore, Defeated Sanity, Dew-Scented, Dr. Doom, Dying Fetus, Enemy Reign, Gorod, Hour of Penance, Human Mincer, Immolation, Insidious Decrepancy, Insision, Kickback, Lock Up, Malignancy, Man Must Die (en remplacement de NOX), Murder Therapy, Napalm Death, Origin, Pestilence, Putrid Pile, Resistance, Revocation, Rise and Fall, Rotten Sound, Rotting Christ, Septycal Gorge, Six Feet Under, The End of All Reason, et Viral Load.

### 2011
Cette édition se déroule les 29 et 30 avril 2011 au 013 et au Midi Theatre de Tilbourg. Elle fait participer : Aeon, AnthropomorphiA, Atheist, At the Gates, Autopsy, Beheaded, Beneath, Beneath the Massacre, Benighted, Birdflesh, Blood Red Throne, Carnivore Diprosopus, Centurian, Cerebral Bore, Cripple Bastards, Decapitated, Defiled, Exhumed, Flayed Disciple, Fleshrot, Grave, Hail of Bullets, Hate Eternal, Incantation, Kraanium, Logic of Denial, Macabre, Magrudergrind, Master, Misery Index, Necrophagia, Obituary, Obscura, Pathology, Prostitute Disfigurement, Rompeprop, Septycal Gorge, Soreption, Southwicvked, Visceral Trail, Vulvectomy, et Wormed.

### 2012
Cette édition se déroule du 2 au 4 mars 2012 au 013 de Tilbourg. Elle fait participer : Aborted, Abysmal Torment, Achero, Anaal Nathrakh, Asphyx, Begging for Incest, Beneath the Massacre, Behemoth, Benighted, Betraying the Martyrs, Blasphemer, Blood Red Throne, Cannibal Corpse, Carceri, Carnifex, Cattle Decapitation, Centurian, Cerebral Bore, Coldworker, Debauchery, Decapitated, Dictated, Dyscarnate, Fleshgod Apocalypse, Gorguts, Gorod, Internal Bleeding, Kenos, Legion of the Damned, Leng Tch'e, Misery Index, Molotov Solution, Morgoth, Napalm Death, Nexus Inferis, Origin, Prostitute Disfigurement, Psycroptic, Putrid Pile, Sephirah, Sonne Adam, Sublime Cadaveric Decomposition, Suffering Quota, Suffocation, Suicidal Angels, Uncleansed, Vomitory, et Within the Ruins.

### 2013
Cette édition se déroule les 3, 4 et 5 mai 2013 au 013 de Tilbourg. Elle fait participer :  Antropomorphia, Bodyfarm, Buried, Carcass, Cattle Decapitation, Centurian, Cliteater, Cock and Ball Torture, Crepitation, Cryptopsy, Death to All, Decapitated, Decrepit Birth, Defeated Sanity, Devourment, Enemy Reign, Exhumed, Haemorrhage, Hammercult, Immolation, Incantation, Iniquity, Internal Suffering, The Last Shot of War, Magrudergrind, Malignant Tumour, The Monolith Deathcult, Morbid Saint, Necrophagia, Obscura, Pig Destroyer, Possessed, Putridity, Re-armed, Rectal Smegma, Repulsion, Strong Intention, Svart Crown, Tribulation, Unfathomable Ruination, Unleashed, Vader, Vallenfyre, et Wormed.

### 2014
Cette édition se déroule les 2, 3 et 4 mai 2014 au 013 de Tilbourg. Elle fait participer : Abnormality, Aborted, Antropofagus, Antropomorphia, Beneath, Bloodtruth, Brutal Truth, Cancer, Cephalic Carnage, Cerebral Bore, Cytotoxin, Dark Angel, Deceased, Dehumanized, Despised Icon, Epicardiectomy, Fleshless, Funerus, God Macabre, Goretrade, Gorguts, Grave, Gutalax, Hour of Penance, Kraanium, Lock Up, Lucifericon, Malignance, Massacre, Meathook, Misery Index, Pentagram Chile, Pestilence, Prostitute Disfigurement, Schirenc plays Pungent Stench, Severe Torture, Skinless, Skullhog, Spasm, Suffocation, Terrorizer, et Warpath.

### 2015
Cette édition se déroule les 17, 18 et 19 avril 2015 au 013 de Tilbourg. Elle fait participer : Abhorrent Decimation, Acranius, Benighted, Bleeding Utopia, Bloodbath, Broken Hope, Cardiac Arrest, Centurian, Contrastic, Dead Congregation, Devourment, Disavowed, Entombed A.D., Gorod, Hideous Divinity, Holocausto Canibal, Immolation, Incinerate, Ingested, Internal Bleeding, Internal Suffering, Jig-Ai, Korpse, Kronos, Liquid Graveyard, Mass Infection, Morgoth, Nader Sadek, Near Death Condition, Neuroma, Nominon, Obituary, Origin, Perfecitizen, Pyrexia, Regurgitate Life, Sinister, Slaughter to Prevail, Soulburn, The Walking Dead Orchestra, Tribulation, et Unfathomable Ruination.